# 키르기스스탄 축구 연맹
키르기스스탄 축구 연맹(키르기스어: Кыргыз Республикасынын футбол федерациясы, 영어: Football Federation of the Kyrgyz Republic)은 키르기스스탄의 축구 협회이다. 국제축구연맹(FIFA)과 아시아 축구 연맹(AFC)에 가입되어 있다. 키르기스스탄 리그, 키르기스스탄 축구 국가대표팀 등을 관리하고 키르기스스탄 컵 등의 공식 경기를 주최한다.

## 같이 보기
- 아시아 축구 연맹
- 중앙아시아 축구 연맹
- 키르기스스탄 축구 국가대표팀
- 키르기스스탄 여자 축구 국가대표팀
- 키르기스스탄 리그